# A View to a Kill (chanson)
Pour les articles homonymes, voir A View to a Kill.
Cet article concerne la chanson des Duran Duran. Pour le film de John Glen, voir Dangereusement vôtre (A View to a Kill).
Singles de Duran Duran
The Wild Boys
(1984) Notorious
(1986)
Chansons de James Bond
All Time High
(1979) The Living Daylights
(1987)
A View to a Kill est un single du groupe Duran Duran, servant de générique d'entrée au film de James Bond sorti en 1985, Dangereusement vôtre (A View to a Kill). Elle est écrite par le groupe et John Barry. La chanson a été nommée au Golden Globe de la meilleure chanson originale en 1985.

## Création
John Taylor, bassiste du groupe et fan des films de James Bond, approche le producteur Albert R. Broccoli dans une fête. Légèrement alcoolisé, le musicien lui demande « Quand allez vous prendre quelqu'un de convenable faire l'une de vos chansons ? », Le groupe est malgré tout présenté au compositeur historique des bandes originales de la saga John Barry ainsi qu'au producteur Jonathan Elias (avec qui le groupe travaillera beaucoup par la suite). Toute l'équipe se retrouve dans l'appartement de John Taylor à Knightsbridge, pour une séance d'écriture aussi alcoolisée qu'improvisée.

« [John Barry] n'a vraiment inventé aucune des idées musicales de base. Il a entendu ce que nous avons fait et il les a mis dans l'ordre. Et c'est pourquoi c'est arrivé si rapidement parce qu'il a pu séparer les bonnes idées des mauvaises et il les a arrangées. Il a une super façon de faire des arrangements sur les cordes. Il travaillait avec nous quasiment comme le sixième membre du groupe. »

— Simon Le Bon, chanteur du groupe
La chanson est ensuite enregistrée dans les studios londoniens Maison Rouge Studio et CTS Studio avec un orchestre de 60 musiciens. Elle est finalisée en avril 1985 puis commercialisée en mai 1985.

## Clip
Le clip est réalisé en juin 1985 par Godley & Creme, qui avaient déjà réalisé Girls on Film (1981) pour le premier album de Duran Duran. Le groupe interprète des espions en pleine action sur la tour Eiffel. Le montage est également fait avec des plans du film montrant Roger Moore.

## Liste des titres et différents formats

### 7"EMI DURAN 007 (Royaume-Uni)
1. A View to a Kill (3:34)
2. A View to a Kill (That Fatal Kiss)" (2:28)

### CD dubox setSingles Box Set 1981–1985(2003)
1. A View to a Kill (3:34)
2. A View to a Kill (That Fatal Kiss) (2:28)

## Reprises notables
Des reprises ont été faites par le groupe gallois Lostprophets, les Canadiens Gob ou les Australiens Custard.
Shirley Bassey en avait enregistré une version pour son album The Bond Collection, reprenant certaines chansons de la saga, mais elle est déçue du résultat et ne l'inclut pas dans l'album.
Les groupes de metal finlandais Diablo et Northern Kings en font chacun une reprise.
En 2008, l'ancienne chanteuse de Morcheeba, Skye, la reprend sur son album Hollywood Mon Amour.

## Classements
| Classement et pays (1985)              | Meilleure position |
| -------------------------------------- | ------------------ |
| Allemagne (Media Control AG)           | 9                  |
| Autriche (Ö3 Austria Top 40)           | 6                  |
| Australie (ARIA)                       | 6                  |
| Belgique (Flandre Ultratop 50 Singles) | 2                  |
| Canada (100 Singles)                   | 1                  |
| États-Unis (Billboard Hot 100)         | 1                  |
| France (SNEP)                          | 11                 |
| Irlande (IRMA)                         | 2                  |
| Italie (FIMI)                          | 1                  |
| Norvège (VG-lista)                     | 2                  |
| Nouvelle-Zélande (RMNZ)                | 13                 |
| Pays-Bas (Nederlandse Top 40)          | 3                  |
| Royaume-Uni (UK Singles Chart)         | 2                  |
| Suède (Sverigetopplistan)              | 1                  |
| Suisse (Schweizer Hitparade)           | 7                  |

## Crédits
Duran Duran
- Nick Rhodes : claviers
- Simon Le Bon : chant principal
- Andy Taylor : guitare
- John Taylor : guitare basse
- Roger Taylor : batterie

Autre
- John Barry : orchestre et arrangements
- Bernard Edwards : producteur